# 威尔·康罗伊
威廉·詹姆斯·康罗伊（英語：William James Conroy，1982年12月8日—），美国NBA联盟前职业篮球运动员。